# Prospalta serva
Prospalta serva är en fjärilsart som beskrevs av Walker 1858. Prospalta serva ingår i släktet Prospalta och familjen nattflyn. Inga underarter finns listade i Catalogue of Life.